# Andrzej Witkowski
Andrzej Witkowski (29 agosto 1979) è uno schermidore polacco.

## Biografia
Nei campionati europei di scherma ha conquistato una medaglia d'argento, nel fioretto a squadre, ed una medaglia di bronzo, nel fioretto individuale, a Copenaghen nel 2004.

## Palmarès
In carriera ha conseguito i seguenti risultati:
- Europei di scherma

Copenaghen 2004: argento nel fioretto a squadre e bronzo individuale